# Meesterklasse schaken 2000/01
Het Meesterklasse-seizoen 2000/01 was het vijfde seizoen van de Meesterklasse, de hoogste Nederlandse schaakcompetitie voor clubteams onder de auspiciën van de KNSB. Er werd door tien teams in een halve competitie gestreden om het clubkampioenschap van Nederland. De Variant Breda, spelende onder de sponsornaam Ordina, werd voor de vijfde keer op rij kampioen van de Meesterklasse.
Schaakstad Apeldoorn en het tweede team van De Variant Breda waren gepromoveerd naar de Meesterklasse.

## Eindstand reguliere competitie[1]
|     | Team               | Ra   | Mp | Bp  | 1  | 2  | 3  | 4  | 5  | 6  | 7  | 8  | 9  | 10 |
| --- | ------------------ | ---- | -- | --- | -- | -- | -- | -- | -- | -- | -- | -- | -- | -- |
| 1.  | Ordina             | 2492 | 16 | 63  | -- | 6  | 8  | 6½ | 7  | 8  | 6½ | 7½ | 9  | 4½ |
| 2.  | HSG                | 2434 | 16 | 61½ | 4  | -- | 5½ | 5½ | 5½ | 9  | 8½ | 7½ | 8  | 8  |
| 3.  | Magnus BSG         | 2379 | 11 | 45  | 2  | 4½ | -- | 6½ | 6  | 5  | 6½ | 7  | 2  | 5½ |
| 4.  | ING/ESGOO          | 2334 | 10 | 47½ | 3½ | 4½ | 3½ | -- | 6½ | 5½ | 6  | 4  | 7  | 7  |
| 5.  | Amstelveen         | 2345 | 9  | 45  | 3  | 4½ | 4  | 3½ | -- | 6½ | 5  | 6½ | 6½ | 5½ |
| 6.  | LSG                | 2318 | 7  | 39  | 2  | 1  | 5  | 4½ | 3½ | -- | 7  | 4½ | 6  | 5½ |
| 7.  | Rotterdam          | 2301 | 7  | 38  | 3½ | 1½ | 3½ | 4  | 5  | 3  | -- | 6  | 6  | 5½ |
| 8.  | Schaakstad A'doorn | 2285 | 7  | 37½ | 2½ | 2½ | 3  | 6  | 3½ | 5½ | 4  | -- | 5  | 5½ |
| 9.  | SMB                | 2315 | 5  | 37  | 1  | 2  | 8  | 3  | 3½ | 4  | 4  | 5  | -- | 6½ |
| 10. | Ordina 2           | 2299 | 2  | 36½ | 5½ | 2  | 4½ | 3  | 4½ | 4½ | 4½ | 4½ | 3½ | -- |

### Legenda
|  | Deelnemer aan de play-offs |
|  | Degradant                  |

## Play-offs
De play-offs vonden op 24 en 25 mei 2001 plaats in Breda.
|  | Halve finale                 | Halve finale |   |                              | Finale                  | Finale |
|  |                              |              |   |                              |                         |        |
|  |                              |              |   |                              |                         |        |
|  | Ordina/De Variant Breda      | 10           |   |                              |                         |        |
|  | ESGOO Enschede               | 0            |   |                              |                         |        |
|  |                              |              |   |                              |                         |        |
|  |                              |              |   |                              |                         |        |
|  |                              |              |   |                              | Ordina/De Variant Breda | 6      |
|  |                              | Magnus/BSG   | 4 |                              |                         |        |
|  |                              |              |   |                              |                         |        |
|  |                              |              |   |                              | Derde plaats            |        |
|  |                              |              |   |                              |                         |        |
|  | Magnus/BSG                   | 5            |   | Hilversums Schaakgenootschap | 5½                      |        |
|  | Hilversums Schaakgenootschap | 5            |   |                              | ESGOO Enschede          | 4½     |

### Halve finales
| Ordina/De Variant Breda | ESGOO Enschede     | 10-0 |
| ----------------------- | ------------------ | ---- |
| Loek van Wely           | Daniel Hausrath    | 1-0  |
| Jan Timman              | Dirk Hennig        | 1-0  |
| Vladislav Tkachiev      | Matthias Thesing   | 1-0  |
| Ivan Sokolov            | Michael Feygin     | 1-0  |
| Michail Goerevitsj      | Thomas Henrichs    | 1-0  |
| Sergej Movsesjan        | Frank Kroeze       | 1-0  |
| Joël Lautier            | Christof Sielecki  | 1-0  |
| Rafael Vaganian         | Michiel van Wissen | 1-0  |
| John van der Wiel       | Ton Ellenbroek     | 1-0  |
| Erik van den Doel       | Peter Bolwerk      | 1-0  |

| Magnus/BSG         | Hilversum SG         | 5-5 |
| ------------------ | -------------------- | --- |
| Hans Ree           | Jeroen Piket         | ½-½ |
| Dorian Rogozenco   | Yasser Seirawan      | 0-1 |
| Vladimir Chuchelov | Ljubomir Ljubojević  | 1-0 |
| Jeroen Bosch       | Paul van der Sterren | ½-½ |
| Igor Glek          | Matthew Sadler       | ½-½ |
| Alexei Barsov      | Friso Nijboer        | 0-1 |
| Yochanan Afek      | Yona Kosashvili      | ½-½ |
| Dimitri Reinderman | Rudy Douven          | 1-0 |
| Kick Langeweg      | Ian Rogers           | 0-1 |
| Bruno Carlier      | Dennis de Vreugt     | 1-0 |

### Finale
| Ordina/De Variant Breda | Magnus/BSG         | 6-4 |
| ----------------------- | ------------------ | --- |
| Loek van Wely           | Igor Glek          | 1-0 |
| Jan Timman              | Jeroen Bosch       | 0-1 |
| Ivan Sokolov            | Vladimir Chuchelov | 1-0 |
| Joël Lautier            | Alexei Barsov      | 1-0 |
| Sergej Movsesjan        | Dimitri Reinderman | ½-½ |
| Vladislav Tkachiev      | Dorian Rogozenco   | ½-½ |
| Erik van den Doel       | Hans Ree           | ½-½ |
| Michail Goerevitsj      | Bruno Carlier      | 1-0 |
| Rafael Vaganian         | Yochanan Afek      | 0-1 |
| John van der Wiel       | Kick Langeweg      | ½-½ |

### Wedstrijd om de derde plaats
| Hilversum SG         | ESGOO              | 5½-4½ |
| -------------------- | ------------------ | ----- |
| Jeroen Piket         | Frank Kroeze       | 1-0   |
| Yasser Seirawan      | Thomas Henrichs    | ½-½   |
| Ljubomir Ljubojević  | Michael Feygin     | 0-1   |
| Paul van der Sterren | Daniel Hausrath    | 0-1   |
| Matthew Sadler       | Dirk Hennig        | 1-0   |
| Friso Nijboer        | Christof Sielecki  | 1-0   |
| Leon Pliester        | Michiel van Wissen | 0-1   |
| Yona Kosashvili      | Matthias Thesing   | ½-½   |
| Ian Rogers           | Peter Bolwerk      | ½-½   |
| Dennis de Vreugt     | Ton Ellenbroek     | 1-0   |

## Beste individuele scores
| #   | Naam               | Team       | W  | N | Ro   | Tpr  | ΔR   |
| --- | ------------------ | ---------- | -- | - | ---- | ---- | ---- |
| 1.  | Ivan Sokolov       | Ordina     | 7½ | 8 | 2691 | 2823 | +132 |
| 2.  | Leon Pliester      | HSG        | 7  | 9 | 2373 | 2455 | +82  |
| 3.  | Dennis de Vreugt   | HSG        | 6  | 7 | 2415 | 2719 | +304 |
| 4.  | John van der Wiel  | Ordina     | 6  | 8 | 2483 | 2572 | +89  |
| 5.  | Henk Vedder        | HSG        | 6  | 8 | 2324 | 2388 | +64  |
| 6.  | Matthias Thesing   | ING/ESGOO  | 6  | 9 | 2329 | 2540 | +211 |
| 7.  | Dirk Hennig        | ING/ESGOO  | 6  | 9 | 2366 | 2501 | +135 |
| 8.  | Piet Peelen        | Amstelveen | 6  | 9 | 2347 | 2396 | +49  |
| 9.  | Friso Nijboer      | HSG        | 6  | 9 | 2574 | 2527 | -47  |
| 10. | Daniël Stellwagen  | HSG        | 5½ | 7 | 2217 | 2451 | +234 |
| 11. | Erik van den Doel  | Ordina     | 5½ | 7 | 2523 | 2594 | +71  |
| 12. | Daniel Hausrath    | ING/ESGOO  | 5½ | 8 | 2447 | 2566 | +119 |
| 13. | Menno Okkes        | Amstelveen | 5½ | 8 | 2367 | 2467 | +100 |
| 14. | Jan Smeets         | LSG        | 5½ | 8 | 2344 | 2435 | +91  |
| 15. | Paul Boersma       | HSG        | 5½ | 8 | 2324 | 2405 | +81  |
| 16. | Vladimir Chuchelov | Magnus BSG | 5½ | 8 | 2522 | 2557 | +35  |

Eerste klasse

1920/21 · 1921/22 · 1922/23 · 1923/24 · 1924/25 · 1925/26 · 1926/27 · 1927/28 · 1928/29 · 1929/30 · 1930/31 · 1931/32 · 1932/33 · 1933/34 · 1934/35 · 1935/36 · 1936/37 · 1937/38 · 1938/39 · 1939/40 · 1940/41 · 1941/42
Hoofdklasse

1942/43 · 1943/44 · 1944/45 · 1945/46 · 1946/47 · 1947/48 · 
1948/49 · 1949/50 · 1950/51 · 1951/52 · 1952/53 · 1953/54 · 1954/55 · 1955/56 · 1956/57 · 1957/58 · 1958/59 · 1959/60 · 1960/61 · 1961/62 · 1962/63 · 1963/64 · 1964/65 · 1965/66 · 1966/67 · 1967/68 · 1968/69 · 1969/70 · 1970/71 · 1971/72 · 1972/73 · 1973/74 · 1974/75 · 1975/76 · 1976/77 · 1977/78 · 1978/79 · 1979/80 · 1980/81 · 1981/82 · 1982/83 · 1983/84 · 1984/85 · 1985/86 · 1986/87 · 1987/88 · 1988/89 · 1990/91 · 1991/92 · 1992/93 · 1993/94 · 1994/95 · 1995/96
Meesterklasse

1996/97 · 1997/98 · 1998/99 · 1999/00 · 2000/01 · 2001/02 · 2002/03 · 2003/04 · 2004/05 · 2005/06 · 2006/07 · 2007/08 · 2008/09 · 2009/10 · 2010/11 · 2011/12 · 2012/13 · 2013/14 · 2014/15 · 2015/16 · 2016/17 · 2017/18· 2018/19 · 2019/20 · 2020/21 · 2021/22 · 2022/23 · 2023/24 · 2024/25